# 约阿希姆·弗兰克
约阿希姆·弗兰克（德語：Joachim Frank，1940年9月12日—），德美雙籍生物學家。現於哥倫比亞大學任教。他被公認為「低溫電子顯微鏡之父」。2017年與雅克·杜布歇、理查德·亨德森獲得諾貝爾化學獎以表彰他們發展了冷凍電子顯微鏡技術，以很高的解析度呈現了溶液中生物分子的結構。